# Храмов, Михаил Фёдорович
Михаил Фёдорович Храмов (22 февраля 1922 года — 9 июля 2001 года, Саратов) — токарь завода № 292 Приволжского совнархоза, Саратов. Герой Социалистического Труда (1963).

## Биография
Родился в 1922 году в крестьянской семье в одном из населённых пунктов современной Саратовской области. Трудовую деятельность начал учеником токаря в 1939 году на заводе № 292 (сегодня — Саратовский авиационный завод).
Добился высоких трудовых результатов. Указом Президиума Верховного Совета СССР (с грифом «не подлежит опубликованию») от 28 апреля 1963 года «за большие заслуги в деле создания и производства новых типов ракетного вооружения, а также атомных подводных лодок и надводных кораблей, оснащенных этим оружием, и перевооружения кораблей Военно-Морского Флота» удостоен звания Героя Социалистического Труда с вручением ордена Ленина и золотой медали Серп и Молот
Четырежды избирался депутатом Саратовского областного совета.
После выхода на пенсию проживал в Саратове. Скончался в июле 2001 года. Похоронен на Березинореченском кладбище.
Награды и звания
- Герой Социалистического Труда
- Орден Ленина
- Орден Трудового Красного Знамени (26.04.1971)
- Орден «Знак Почёта» (26.07.1942)
- Медаль «За трудовое отличие» (26.04.1963)
- Почётный гражданин Саратова (1996).